# Salih Behmen
Salih Behmen (Mostar, 12. veljače 1922. – 1990.), bosanskohercegovački muslimanski aktivist.

## Životopis
Rođen u Mostaru. Osnovnu i gimnaziju završio u rodnom gradu. Studirao u Sarajevu na Pedagoškoj akademiji matematiku i fiziku. Od osnivanja član Mladih muslimana, čiji je jedan od ideologa. Uhićen u nizu uhićenja pripadnika Mladih muslimana 1949. godine. Suđeno mu kao jednom od suradnika na Sarajevskom procesu. Suđen na procesu u Mostaru. Osuđen na 12 godina zatvora. Odrobijao je 8 godina u zatvoru. Poslije što je izašao našao je posao u Mostaru u osnovnoj školi. Na tom poslu bio je do novog uhićenja 1983. i novog procesa na kojem je osuđen na 5 godina. Umro je najesen 1990. godine. Napisao knjigu Islamski odgovori (izdanje Islamska zajednica Zagreb). Napisao pod pseudonimom brojne članke u Takvimu, Glasniku i Preporodu.

## Vanjske poveznice
- (srp.) [neaktivna poveznica] Salih Behmen: Sarajevski proces 1983. - montaža ili ne?